# Adrian Houser
Adrian Houser (né le 2 février 1993 à Tahlequah, Oklahoma, États-Unis) est un lanceur droitier des Mets de New York de la Ligue majeure de baseball.

## Carrière
Joueur à l'école secondaire de Locust Grove (Oklahoma) (en), Adrian Houser est sélectionné par les Astros de Houston au 2e tour du repêchage amateur de 2011. Il évolue en ligues mineures avec des clubs affiliés aux Astros de 2011 à 2015. Le 30 juillet 2015, Houston échange Houser et trois autres joueurs des mineures (lanceur gaucher Josh Hader et les voltigeurs Brett Phillips et Domingo Santana) aux Brewers de Milwaukee, en retour du voltigeur étoile Carlos Gómez et du lanceur partant droitier Mike Fiers. Houser avait jusque-là une saison 2015 difficile avec les Hooks de Corpus Christi, le club-école de niveau Double-A des Astros, où il affichait une moyenne de points mérités de 6,21 après 33 manches et un tiers lancées; mais il relance sa saison en passant au club-école de niveau équivalent des Brewers à Biloxi, où sa moyenne ne s'élève qu'à 2,92 en 37 manches de travail.
Lanceur partant dans les ligues mineures, Adrian Houser fait ses débuts dans le baseball majeur en tant que lanceur de relève le 26 septembre 2015 pour Milwaukee, dans un match face aux Cardinals de Saint-Louis.